# Битка код Тарутина
Битка код Тарутина одиграла се 18. октобра 1812. године између руске и француске војске. Битка је део Наполеонове инвазије на Русију и завршена је победом Руса.

## Битка
Пошто је евакуисао Москву, Кутузов одступа на југ према Тарутину да би бочно угрожавао Наполеонове комуникације и спречио повлачење француске војске преко Калуге. Наполеон је упутио маршала Мираа на реку Чернишњу како би омогућио одступање своје војске. Кутузов је 16. октобра упутио Бенигсена са 50.000 људи да нападне француску претходницу.
Не чекајући прикупљање свих јединица, предњи делови генерала Бенигсена (5000 козака) извршили су 18. октобра изненадни напад и пробој на француском левом крилу. Убрзо је продор Руса зауставила коњица маршала Мираа и омогућила повлачење француске војске. Губици: Французи око 4200 мртвих и рањених, а Руси око 1200.